# Wayland (Nova York)
Wayland és una població dels Estats Units a l'estat de Nova York. Segons el cens del 2000 tenia 1.893 habitants.

## Demografia
Segons el cens del 2000, Wayland tenia 1.893 habitants, 743 habitatges, i 502 famílies. La densitat de població era de 709,6 habitants per km².
Dels 743 habitatges en un 34,9% hi vivien nens de menys de 18 anys, en un 49% hi vivien parelles casades, en un 14% dones solteres, i en un 32,4% no eren unitats familiars. En el 26,9% dels habitatges hi vivien persones soles el 12,5% de les quals corresponia a persones de 65 anys o més que vivien soles. El nombre mitjà de persones vivint en cada habitatge era de 2,5 i el nombre mitjà de persones que vivien en cada família era de 3,02.
Per edats la població es repartia de la següent manera: un 27,7% tenia menys de 18 anys, un 6,7% entre 18 i 24, un 29,1% entre 25 i 44, un 22% de 45 a 60 i un 14,6% 65 anys o més.
L'edat mediana era de 37 anys. Per cada 100 dones de 18 o més anys hi havia 90,1 homes.
La renda mediana per habitatge era de 40.598 $ i la renda mediana per família de 44.401 $. Els homes tenien una renda mediana de 32.240 $ mentre que les dones 22.500 $. La renda per capita de la població era de 18.316 $. Entorn del 6,9% de les famílies i el 7,8% de la població estaven per davall del llindar de pobresa.